# Orde van Sint-Lucia
De Orde van Saint-Lucia van het Koninkrijk Saint Lucia is een in 1986 door de regering van dat eiland ingestelde ridderorde. De koningin heeft het stichten van de orde op 13 december 1986 goedgekeurd in een door haar getekende "Letter Patent". 
De orde heeft twee graden.
- Grootkruis (grand cross)

Deze decoratie wordt alleen aan de Gouverneur Generaal van Saint Lucia toegekend.
- Kruis van Sint Lucia (Saint Lucia cross)

Daarnaast zijn er vijf medailles.
- Eremedaille (in goud en zilver)

De Eremedaille in Goud is een onderscheiding voor dapperheid.
- Medaille van Verdienste (in goud en zilver)

De Medaille van Verdienste is een onderscheiding voor kunst en wetenschap.
- Les Pitons Medaille (in goud, zilver en Brons)
- Nationale Kruis van Verdienste (National Service Cross)
- Nationale Medaille van Verdienste (National Service Medal)

Elizabeth II van het Verenigd Koninkrijk, Koningin van Saint Lucia is Grootmeesteres en de secretaris van de Gouverneur-Generaal is secretaris van deze orde.